# Luigino Pasciullo
Luigino Pasciullo (Montemitro, 18 febbraio 1961) è un allenatore di calcio ed ex calciatore italiano, di ruolo difensore.

## Carriera

### Giocatore
Difensore esterno sinistro, fa la gavetta tra le file di Campobasso, squadra della sua regione in Serie C1, Palermo, Triestina e Lanerossi Vicenza, quest'ultimo allenato all'epoca da Bruno Giorgi.
L'esordio in Serie A avviene con la maglia dell'Atalanta, società in cui fatica a trovare spazio. Viene allora mandato in prestito all'Empoli per un anno. Tornato in nerazzurro, ne diventa titolare.
Tra le file dell'Atalanta ha l'onore di indossare la fascia di capitano e di disputare la Coppa UEFA (unico molisano ad aver disputato competizioni per club UEFA), indossando 149 volte la casacca nerazzurra.
Dopo una breve esperienza al Lecco, chiude la carriera nell'Eccellenza lombarda, tra Ponte San Pietro e Nuova Brembillese.

### Allenatore
Appesi gli scarpini al chiodo, Pasciullo passa ad allenare diverse squadre soprattutto molisane (Nuovo Campobasso e Isernia su tutte). Da segnalare la presenza sulla panchina del Castel di Sangro in Promozione Abruzzese, neo-rifondato dopo il fallimento del 2005. Dopo un anno sulla panchina del San Giacomo Molise, nella stagione 2008-2009 ha allenato la formazione del Mapello, squadra di Eccellenza Lombarda. Ha iniziato la stagione 2009-2010 sulla panchina del San Nicola Sulmona, squadra militante in Eccellenza Abruzzese. A gennaio è stato sollevato dal suo incarico a seguito di un avvicendamento societario.
Nel dicembre 2010 diventa il nuovo allenatore del Lemine, società di Promozione subentrando ad Ezio Cingarlini.
Nella stagione 2011-2012 Ha ricoperto il ruolo di allenatore in seconda al Foggia con Valter Bonacina nelle vesti di primo allenatore.
Dal 2012 al 2018 ha allenato nel settore giovanile del Cenate Sotto, società della quale il 25 maggio 2016 viene nominato allenatore della prima squadra, ruolo che ha ricoperto fino a maggio 2018.
Nel mese di luglio 2020 viene scelto come nuova guida tecnica della prima squadra del San Paolo D'Argon.
Nella stagione successiva (2021/2022) decide di non rinnovare l'accordo come Guida Tecnica del San Paolo D'Argon, decidendo di ritirarsi, concludendo così la sua carriera di allenatore.

## Palmarès

### Giocatore

#### Competizioni nazionali
- Serie C1: 1

Triestina: 1982-1983

#### Competizioni regionali
- Eccellenza: 1

Ponte San Pietro: 1994-1995